# اندی راتینز
اندی راتینز (انگلیسی: Andy Rautins؛ زادهٔ ۲ نوامبر ۱۹۸۶) بازیکن بسکتبال اهل ایالات متحده آمریکا است.
از باشگاه‌هایی که در آن بازی کرده‌است می‌توان به باشگاه بسکتبال پالاسانسترو وارزه، باشگاه بسکتبال پاناتینایکوس، و نیویورک نیکس اشاره کرد.
وی در مسابقات کشوری و بین‌المللی در مجموع برندهٔ ۱ مدال برنز شده‌است.